# 市島邸
市島邸（いちしまてい）は、中部地方北部に残る旧豪農・市島家の屋敷。新潟県新発田市天王にある歴史的建造物で県の指定文化財。

## 概要
歴史の上での市島家屋敷（市島邸）は、江戸時代初期に福島潟の干拓を中心とする蒲原平野の開墾（新田開発）等に努め、間も無くして北陸屈指の豪農となった市島家の屋敷である。本拠および家屋敷は、当初は越後国蒲原郡の五十公野地方（後世の新潟県北蒲原郡五十公野村、現・新発田市五十公野）にあり、福島潟の干拓事業に着手して以降は同郡水原（現・阿賀野市水原）に移している。
現存する建造物群は、江戸時代のほとんど全期を本拠としていた水原の屋敷が戊辰戦争の兵火によって焼失した後、明治初期になって10世4代徳次郎（静月）が現在地に改めて造営した市島家本邸である。
現邸宅は長く分家筋の市島成一により管理されてきたが、明治初期の代表的住宅建築として、1962年（昭和37年）3月、邸内の12棟1構が新潟県の有形文化財に指定され、新発田市の管理の下、一般公開されるに至った。現在の建物は明治初期に建てられたものであり、建物のほか、数多くの収蔵品もあり、展示されている。
ただし、建造物群のうち、湖月閣については1995年4月1日に発生した新潟県北部地震で全壊し、現在は残っていない。
2020年10月18日には邸内に親子のクマが出没し、来館者の男性が親グマとみられるクマに襲われる事故（上着が破られたがケガはなかった）が発生したため休館の措置をとった。

## 市島家
市島家は、いわゆる千町歩地主（1000町歩以上を所有する巨大地主）と呼ばれる江戸時代からの豪農の一つで、宗家と複数の分家からなる。冶兵衛を始祖として丹波国にはじまり、16世紀末に新発田に移って以来、米相場への投資などで巨額の富を築き、近代まで栄えた家柄である。近世後期を通じて土地集積を進め、最幕末時点では約1800町歩の規模に達し、明治に入って体制再編過程で若干縮小するものの明治21年の所有地価は新潟県第1位であり、地主大国・新潟でもトップクラス、全国でも有数の富豪であった。

## 交通アクセス
公共交通
- JR羽越本線月岡駅より北西へ徒歩約10分。
- JR新発田駅より新潟交通観光バス 月岡温泉行（平日のみ運行。所要約25分）を利用し、「天王」下車後すぐ。
- JR白新線豊栄駅よりタクシーで約15分。

自家用車
- 日本海東北自動車道を豊栄新潟東港インターチェンジで下車し、東南東方面へ約15分。途中、左手に福島潟あり。

駐車場 
- 大型バス5台、普通乗用車25台。

## 関連事項
市島酒造は、初代市島秀松が寛政年間（1790年代）に市島家宗家より分家し、現在ある北蒲原郡諏訪町（現・新発田市諏訪町）にて創業した。